# Apodemia
Apodemia, tiếng Anh thường gọi là Metalmarks, là một New World chi metalmark butterflies có ở Canada to Brazil.

## Các loài[1]
- Apodemia castanea (Prittwitz, 1865) -- Castanea Metalmark
- Apodemia chisosensis (Freeman, 1964) -- Chisos Metalmark
- Apodemia duryi (Edwards, 1882) -- Mexican Metalmark
- Apodemia hepburni (Godman & Salvin, 1886) -- Hepburn's Metalmark
- Apodemia hypoglauca (Godman & Salvin, 1878) -- Falcate Metalmark
- Apodemia mejicanus (Behr, 1865) -- Sonoran Metalmark hoặc Mexican Metalmark
- Apodemia mormo (C. & R. Felder, 1859) -- Mormon Metalmark (type)
  - Apodemia mormo langei (C. & R. Felder, 1859) -- Lange's Metalmark
- Apodemia murphyi (Austin, 1988) -- Murphy's Metalmark
- Apodemia multiplaga (Schaus, 1902) -- Narrow-winged Metalmark
- Apodemia nais (Edwards, 1876) -- Nais Metalmark
- Apodemia palmeri (Edwards, 1870) -- Palmer's Metalmark hoặc Gray Metalmark
- Apodemia paucipuncta (Spitz, 1930)
- Apodemia phyciodoides (Barnes & Benjamin, 1924) -- Crescent Metalmark
- Apodemia virgulti (Behr, 1865) -- Behr's Metalmark
- Apodemia walkeri (Godman & Salvin, 1886) -- Walker's Metalmark

## Hình ảnh

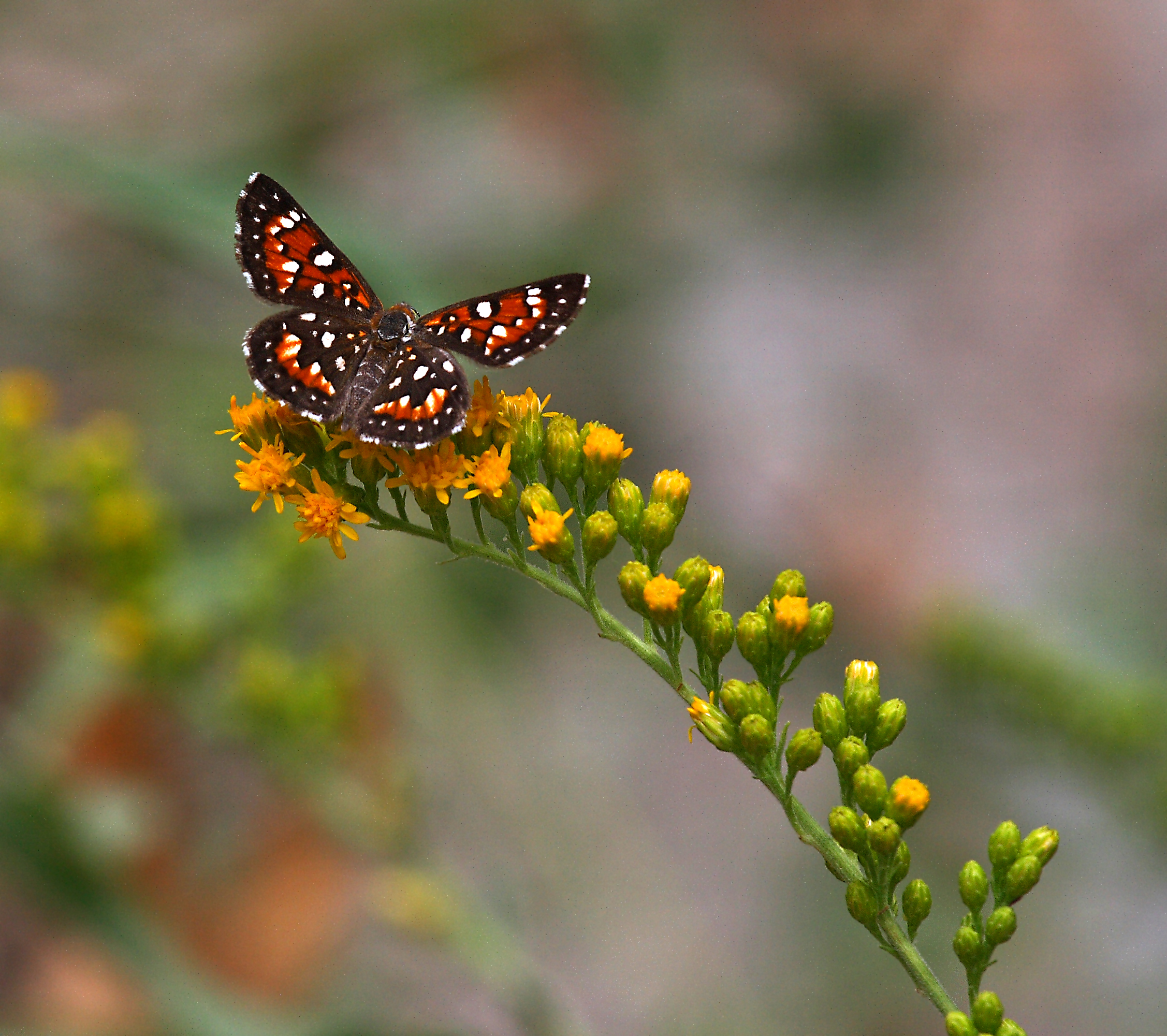
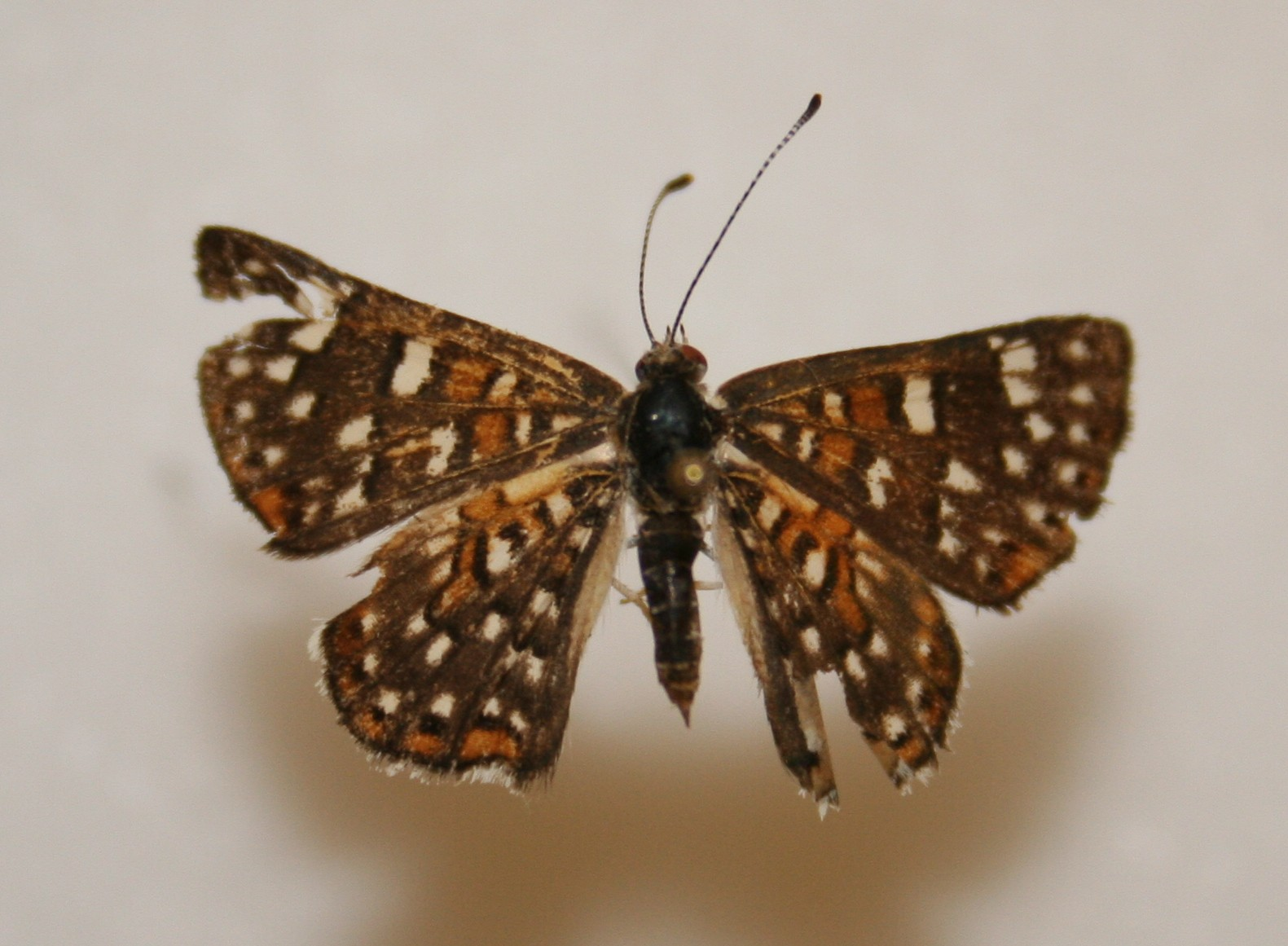
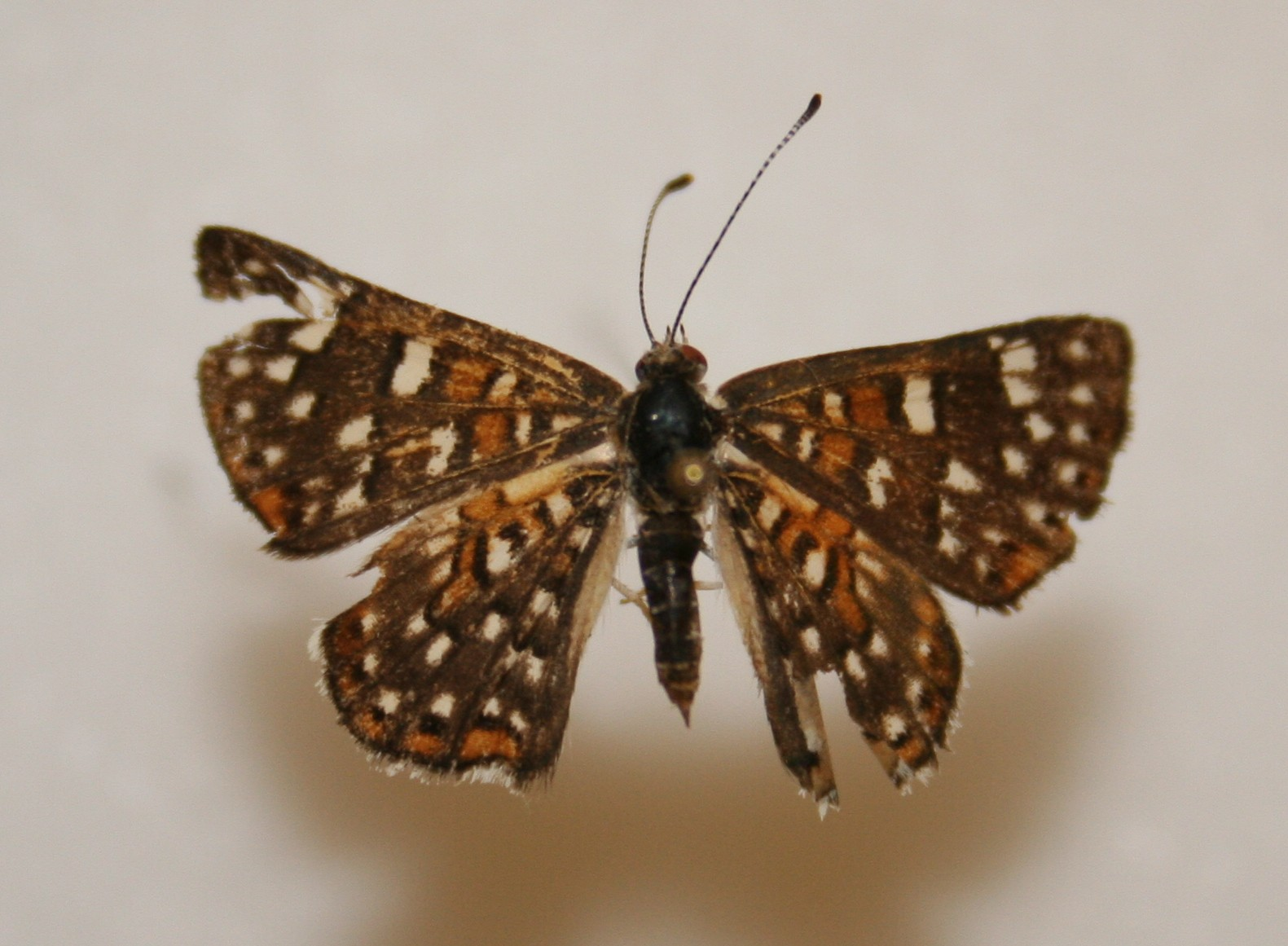